# Virgen
Virgen é um município da Áustria, situado no distrito de Lienz, no estado do Tirol. Tem 88,78 km² de área e sua população em 2019 foi estimada em 2.191 habitantes.